# Hollie Vise
Hollie Vise (Dallas, Texas, 6 de diciembre de 1987) es una gimnasta artística estadounidense, doble campeona del mundo en 2003 en equipos y barras asimétricas.

## Carrera deportiva
En el Mundial de Anaheim 2003 gana el oro en la competición por equipos —por delante de Rumania y Australia— y también el oro en barras asimétricas, empatada con su compatriota Chellsie Memmel ambas por delante de la británica Beth Tweddle.